# Sgurr nan Eag
Sgurr nan Eag är ett berg i Storbritannien.   Det ligger i kommunen Highland och riksdelen Skottland, i den nordvästra delen av landet, 700 km nordväst om huvudstaden London. Toppen på Sgurr nan Eag är 924 meter över havet, eller 142 meter över den omgivande terrängen. Bredden vid basen är 0,89 km. Sgurr nan Eag ligger på ön Skye. Det ingår i Cuillin Hills.
Terrängen runt Sgurr nan Eag är huvudsakligen kuperad, men söderut är den platt. Havet är nära Sgurr nan Eag söderut.